# Distrikt Bajo Biavo
Der Distrikt Bajo Biavo liegt in der Provinz Bellavista in der Region San Martín in Nordzentral-Peru. Der Distrikt wurde am 31. Januar 1944 gegründet. Er hat eine Fläche von 1122 km². Beim Zensus 2017 lebten 14.334 Einwohner im Distrikt. Im Jahr 1993 lag die Einwohnerzahl bei 3611, im Jahr 2007 bei 11.780. Sitz der Distriktverwaltung ist die 230 m hoch gelegene Ortschaft Nuevo Lima mit 1124 Einwohnern. Nuevo Lima befindet sich 13 km ostsüdöstlich der Provinzhauptstadt Bellavista.

## Geographische Lage
Der Distrikt Bajo Biavo befindet sich an der Westflanke der Cordillera Azul südlich des Río Huallaga. Der Unterlauf des Río Biavo durchquert den Westen des Distrikts. Der Ost- und Südostteil des Distrikts umfasst die Einzugsgebiete dessen rechter Nebenflüsse Río Ponacillo und Río Bombonajillo.
Der Distrikt Bajo Biavo grenzt im Süden an den Distrikt Alto Biavo, im Westen und im Nordwesten an die Distrikte Huallaga und San Rafael, im Norden an die Distrikte San Hilarión, San Cristóbal, Picota und Tingo de Ponasa (alle in der Provinz Picota), im Nordosten an den Distrikt Shamboyacu (Provinz Picota) sowie im Osten an den Distrikt Pampa Hermosa (Provinz Ucayali).

## Ortschaften
Im Distrikt gibt es neben dem Hauptort folgende größere Ortschaften:
- Almirante Miguel Grau (540 Einwohner)
- Bello Horizonte (219 Einwohner)
- Dos Unidos (749 Einwohner)
- Flor de Selva
- Juan Velasco Alvarado
- La Perla del Ponasillo (255 Einwohner)
- Libano (340 Einwohner)
- Molon (201 Einwohner)
- Nueva Unión (345 Einwohner)
- Nuevo Chanchamayo (779 Einwohner)
- Nuevo Mundo (556 Einwohner)
- Nuevo Progreso (584 Einwohner)
- Nuevo Tarapoto (782 Einwohner)
- Pacasmayo (236 Einwohner)
- Plataforma (386 Einwohner)
- Porvenir (202 Einwohner)
- Pueblo Libre (525 Einwohner)
- San Juan (215 Einwohner)
- San Ramon (285 Einwohner)
- Santa Elena (281 Einwohner)
- Valparaiso (366 Einwohner)
- Yanayacu (562 Einwohner)